# Monte Aritinca
Aritinca è uno stratovulcano situato nella Regione di Arica e Parinacota,nel nord del Cile. È alta 5597 metri.